# Yamato Video
Yamato Video è una società italiana attiva nella produzione e distribuzione di anime fondata nel 1991 a Milano.

## Storia
Nel catalogo sono presenti titoli di fantascienza, sport, commedia romantica, umorismo demenziale, samurai, fantasy, cyberpunk, occultismo, azione, hentai e yaoi, con opere di autori quali Osamu Tezuka, Rintarō, Osamu Dezaki, Mamoru Oshii e Satoshi Kon.
Inoltre ripropone una selezione di produzioni televisive d'epoca europea come Belfagor o Il fantasma del Louvre, Il prigioniero, I compagni di Baal, Agente speciale, Zaffiro e Acciaio, Attenti a quei due e asiatica come Guerra fra galassie.
Dal 2000 al 2004, Yamato Video si è appoggiata a Medusa Home Entertainment per la distribuzione di anime nel circuito della grande distribuzione. La collaborazione è invece continuata nell'ambito delle serie televisive per tutti i canali di distribuzione.
Tra il 1997 e il 2001 contribuisce alla realizzazione di Man·ga!, rivista italiana dedicata sia al fumetto sia al cinema d'animazione giapponesi.
Nel 1998 il cantante Stefano Bersola, diventa l'interprete ufficiale delle sigle italiane di Yamato Video. Nel 2014 viene pubblicato l'album Anime Songs contenente tutte le sigle da lui incise.
Nel 1999, con l'OAV Kyashan - Il mito e con la serie TV d'animazione Le avventure di Lupin III inizia le pubblicazioni in DVD.
Nel corso degli anni Yamato Video è stata coinvolta direttamente in iniziative editoriali, dalla pubblicazione di libri di saggistica sull'animazione, all'edizione di riviste specializzate, alla cura delle parti editoriali per edizioni “da edicola” in collaborazione con altre note case editrici.
Dal 2006 ha iniziato anche a pubblicare in proprio manga di pregio di ispirazione storica, portando al pubblico italiano titoli di Yoshikazu Yasuhiko e Riyoko Ikeda.
Il 10 settembre 2013 viene creato il canale YouTube Yamato Animation, nel quale l'azienda pubblica serie anime sia in italiano che in lingua originale con sottotitoli. Il 13 maggio 2015 il canale viene esteso anche a Dailymotion per la pubblicazione di video sensibili, come la versione integrale di High School DxD BorN.
Il 4 dicembre 2015 viene annunciata l'apertura di PlayYamato, un canale della piattaforma a pagamento GazzaPlay (ospitata sul sito de La Gazzetta dello Sport) che offre numerose serie del catalogo dell'azienda, molte delle quali in anteprima o in simulcast. Dopo meno di un anno, però, il servizio GazzaPlay viene disattivato.
Nel 2018 alcune serie, prima presenti su YouTube, vengono rese disponibili sulla piattaforma Netflix.
Il 20 dicembre 2021, Yamato Video lancia Anime Generation, un canale sulla piattaforma Prime Video.

## Catalogo
- 1991 Yamato Video dedicata ai lungometraggi di animazione
- 1993 Yamato Series OAV dedicata alle mini serie
- 1993 Yamato Live dedicata ai film dal vivo
- 1993 Doki Doki dedicata all'animazione per adulti
- 1994 Yamato Serie TV dedicata alle serie televisive
- 1995 Yamato Special dedicata ai corti o fuori formato
- 1995 YV Memorie TV dedicata alle serie televisive con attori dal vivo
- 1996 Yamato Memorial Box dedicata alle serie classiche, caratterizzata da uscite complete in cofanetto